# Spilopteron bellulon
Spilopteron bellulon är en stekelart som beskrevs av Wang 2004. Spilopteron bellulon ingår i släktet Spilopteron och familjen brokparasitsteklar. Inga underarter finns listade i Catalogue of Life.